# NGC 4815
NGC 4815 (również OCL 893 lub ESO 96-SC1) – gromada otwarta znajdująca się w gwiazdozbiorze Muchy. Odkrył ją John Herschel 13 marca 1834 roku. Jest położona w odległości ok. 10 tys. lat świetlnych od Słońca.